# Hervé Bazin
Hervé Bazín, nombre de nacimiento Jean-Pierre Hervé-Bazin, (Angers, 17 de abril de 1911-Angers, 17 de febrero de 1996), fue un novelista y poeta francés.

## Biografía
Nació en el seno de una familia acomodada. Su padre Jacques Hervé-Bazin (1882-1944), tenía el doctorado en derecho, era abogado de profesión y enseñó durante muchos años en la universidad católica de Hanói, en la Indochina francesa. Su madre, Paule Guilloteaux (1890-1960), era hija de Jean Guilloteaux (1865-1949), diputado y senador en Morbihan. Su abuela paterna, Marie Bazin (1850-1919), autora de varias novelas  bajo el seudónimo de Jacques Bret, era hermana del novelista y académico René Bazin (1853-1932).
Pasó su infancia en Marans, en la propiedad Le Patys. Se opuso a su madre, una mujer autoritaria y seca. Se fugó de casa varias veces durante su adolescencia. Rechazó presentarse a los exámenes en la facultad católica de derecho de Angers, a lo que le obligaban. A la edad de veinte años, rompe con su familia y, con el coche de su padre, se marcha  a estudiar a la facultad de letras de la universidad de La Sorbona, sufriendo un accidente que le produce un estado de amnesia y le mantiene hospitalizado una larga temporada. A pesar de los dolorosos recuerdos, seguirá ligado toda su vida a su región natal, en la que ambienta un buen número de sus novelas.
Paralelamente a sus estudios, ejerce diversos pequeños oficios y, durante quince años, escribe poesía, sin destacar. En 1946, crea la revista poética La Coquille (La Errata o La Concha), de la que solo se publican ocho números.
En 1947, gana el premio  Apollinaire por Jour (Día), su primer recopilatorio de poemas, que tendrá su continuación en 1948 con À la poursuite d'Iris (Persiguiendo a Iris).
Aconsejado por Paul Valéry, se distancia de la poesía para dedicarse a la prosa.
Las conflictivas relaciones tenidas con su madre durante su infancia, le inspiran la novela Vipère au poing (Una víbora en el puño), en 1948. En ella narra su relación de odio con Folcoche (contracción de «folle» -loca- y «cochonne» -cerda-), madre seca y cruel, siempre buscando formas nuevas de humillar a sus hijos. Está narrada en primera persona por el personaje Jean Rezeau, apodado  Brasse Bouillon. Hervé Bazin afirmó que Maurice Nadeau apreciaba a estos Atridas en chaleco de franela. Vipère au poing conoció un éxito enorme en la posguerra. Fue seguida de muchas otras que describían, con cierto naturalismo y un cierto retrato psicológico, las costumbres de la época. Más tarde, otras novelas, La Mort du petit cheval y Cri de la chouette (La muerte del caballito y El grito de la lechuza), tendrán como protagonistas a personajes ya presentes en Vipère au poing.
En 1949, se compromete con el  Mouvement de la paix (Movimiento de la paz), movimiento pacifista francés de extrema izquierda, del Partido Comunista Francés, al que se une para oponerse a su familia, que pertenecía a la derecha burguesa y conservadora.
En 1950, participa junto a otros escritores como Marcelle Auclair, Jacques Audiberti, Émile Danoën, Maurice Druon y André Maurois, en el número de la revista La Nouvelle Équipe française de Lucie Faure, titulada «L’Amour est à réinventer» (Hay que reinventar el Amor).
En 1954, quiere dejar testimonio, tras su experiencia personal, del estado deplorable de los establecimientos siquiátricos, que, desde su punto de vista, no habían cambiado desde  sus altercados familiares de 1940, y emprende una gira por Francia visitando estos hospitales, entre ellos el Hospicio Pasteur de Poitiers, yendo acompañado del fotógrafo Jean-Philippe Charbonnier. El resultado de su investigación se publicará en la revista Realités, en enero de 1955.
En 1957, obtiene el premio Príncipe Pierre de Mónaco, en su modalidad de literatura.
De 1959 a 1960, reside en Anetz, en la casa de la Emeronce, que tiene una vista impresionante sobre el Loira y de Anjou, en la orilla opuesta. Allí escribirá su novela Au nom du fils (En el nombre del hijo).
En 1960, es elegido miembro de la Academia Goncourt, arropado por Francis Carco. Llegará a ser presidente en 1973 y contribuirá al desarrollo de premio Goncourt para estudiantes de instituto.
En 1970, publica Les Bienheureux de La Désolation (Los Bienaventurados de la Desolacion), relato real de la vida de los 264 habitantes de la isla Tristán de Acuña, repatriados a Inglaterra, tras la erupción del volcán en 1961. Relata el choque cultural que les esperaba en Inglaterra.
De 1984 a 1991, vive en Mont-Saint-Aignan. Pasa los últimos años de su vida en Cunault, junto a la ribera del Loira. Muere el 17 de febrero e 1996 en Angers. De acuerdo con sus deseos, es incinerado y sus cenizas esparcidas en el río Maine (afluente del Loira). En el cementerio de Cunault hay una lápida en su recuerdo.
Hervé Bazin está considerado como un «novelista de la familia», tema central de todas sus novelas. Sin embargo, su visión de la familia tradicional es muy negativa y destructiva, en consonancia con sus ideas personales. También escribió ensayos, como Ce que je crois (Lo que creo).
Desde el punto de vista político, perteneció al «Movimiento de la Paz», adscrito al Partido Comunista Francés, del que era simpatizante. Apoyó al matrimonio Rosemberg durante su juicio. Ganó el Premio Lenin de la Paz en 1980, tras lo que Roger Peyrefitte comentó, bromeando, que Hervé Bazin tenía dos premios, el Lenin de la Paz y el del Humor Negro En 1985, firmó, junto a Albert Jacquard, Suzanne Prou, y Léon Schwartzenberg, un artículo afirmando que «El arma nuclear era un arma de suicidio, en tanto que de amenaza.»

## Matrimonios e hijos
Jean-Pierre Hervé-Bazin se casó en primeras nupcias en París, en febrero de 1934, con Odette Danigo (1914-2003), de la que se divorció en 1948. De este matrimonio nació Jacques (1934-1976).
Se casa en segundas nupcias, el 30 de abril de 1948, con Jacqueline Dussollier (1920-2007). Se divorcian en 1967. Tuvieron un hijo, Jean-Paul (1948), Maryvonne (1950), Catherine (1953) y Dominique (1957).
En terceras nupcias, en París, el 9 de mayo de 1967, con Monique Serre (1933), de la que se divorcia en 1987. De este matrimonio nació Claude (1970).
Y se casó por cuarta vez, a la edad de 76 años, en Barneville-sur-Seine, el 8 de agosto de 1987, con Odile L'Hermite (1950-2017), de 39 años de edad. Tuvieron a Nicolas (1986).

## Manuscritos
En 1995, tras una mudanza de casa, Hervé Bazin depositó sus manuscritos y su correspondencia en los archivos municipales de la ciudad de Nancy, que ya tenía los fondos de los hermanos Goncourt, naturales de esa ciudad. Después de su muerte, y tras un embrollo jurídico, cinco de sus primeros hijos obtuvieron, contra el parecer de su última esposa y de su último hijo, la venta de estos fondos a través de la casa de subastas Hôtel Drouot, el 29 de octubre de 2004. La biblioteca universitaria de Angers, mediante el derecho de tanteo, se quedó con la casi totalidad de este patrimonio, a saber, 22 manuscritos y cerca de 9000 cartas. Solo falta el manuscrito de  Vipère au poing, vendido por el autor en los años 1960, y el de  Bienheureux de la désolation, retirado por su hijo Dominique el día de la venta.

## Citas
- Abécédaire (1984):

Escribir en una confesión camuflada.

- Un feu dévore un autre feu (1978):

Cuando la ley pasa a ser la ley de la jungla, es un honor ser declarado un fuera de la ley.

- Ce que je crois (1977):

Es significativo que el estatus de la mujer se mantenga inalterado en aquellos lugares en los que las religiones son aun poderosas. Por todos los sitios, fuera de aquí, se replantea.

- Ce que je crois (1977):

Más que de enseñanza, lo que le falta a la juventud de hoy día es educación.

- Vipère au poing (1948):

Soy, vivo, ataco, destruyo, pienso, luego contradigo.

- Vipère au poing (1948):

Estoy apenas entrando en la vida y, gracias a ti, ya no creo en nada, ni en nadie.

- Vipère au poing (1948):

¡Gracias, madre! Soy el que anda con una víbora en la mano.

- Ce que je crois (1977) (aquí juega el autor con la homofonía en francés de hais («odio») y ai («tengo»):

Familias, ¡os odio!, decía Gide (quien, sin embargo, tuvo una). Digamos, más sencillamente, en dos letras, casi: familias, yo os tengo.

## Obra
- Jour, poemas, 1947.
- À la poursuite d'Iris, poemas, 1948.
- Vipère au poing, novela autobiográfica, 1948.
- La Tête contre les murs, novela escrita entre agosto de 1948 y febrero de 1949, publicada en 1949.
- La Mort du petit cheval, novela autobiográfica, continuación de Vipère au poing, 1950.
- Le bureau des mariages, cuentos cortos, 1951.
- Lève-toi et marche, novela, 1951.
- Humeurs, poemas, 1953.
- Contre vents et marées, novela, 1953.
- L'Huile sur le feu, novela, 1954.
- Qui j'ose aimer, novela, 1956. En 1966, se publicó con ilustraciones de Victor Konsens (Viko).
- La Fin des asiles, ensayo/obra de investigación, 1959.
- Au nom du fils, novela, 1960.
- Chapeau bas, recopiación de  cuentos cortos. 1963: Chapeau bas, Bouc émissaire, La hotte, M. le conseiller du cœur, Souvenirs d'un amnésique, Mansarde à louer, La Clope
- Plumons l'oiseau, ensayo, 1966.
- Le Matrimoine, novela, 1966.
- Les Bienheureux de La Désolation, relato / obra de investigación, 1970. Sobre la evacuación de los habitantes de la isla de Tristán de Acuña, tras una erupción volcánica en 1961, su desasosiego en el seno de la sociedad de consumo británica, en la que se los intentaba integrar, más tarde su voluntad inquebrantable de volver a vivir en su isla, uno de los lugares más duros del planeta.
- Cri de la chouette, novela autobiográfica. 1981.  Adaptada para la televisión en 1987 con el título Le Cri de la chouette.
- Madame Ex, novela, 1974.
- Traits, 1976.
- Ce que je crois, 1977.
- Un feu dévore un autre feu, 1978.
- L'Église verte, roman, 1981.
- Qui est le prince ?, 1981.
- Abécédaire, 1984.
- Le Démon de minuit, 1988.
- L'École des pères, roman, 1991.
- Le Grand Méchant Doux, 1992.
- Œuvre poétique, 1992.
- Le Neuvième jour, 1994.

## Condecoraciónes
Gran oficial de la Legión de Honor.